# Marriage (série de televisão)
Marriage (prt: Casamento) é uma série de televisão britânica de 2022, estrelada por Nicola Walker e Sean Bean. Foi criada, escrita e dirigida por Stefan Golaszewski. A série estreou em 14 de agosto de 2022 na BBC One. Foi simultaneamente disponibilizado na íntegra para streaming, no BBC iPlayer.

## Elenco
- Sean Bean como Ian
- Nicola Walker como Emma
- Chantelle Alle como Jessica
- Henry Lloyd-Hughes como Jamie
- Jack Holden como Adam
- James Bolam como Gerry
- Makir Ahmed como Mike
- Kath Hughes como Claire
- Ella Augustin como Maxine
- Hector Hewer como Kieran
- Shona McHugh como Emily
- Kemal Sylvester como Paul
- Miles Barrow como Mark

## Recepção
O jornal The Telegraph elogiou o primeiro episódio e deu-lhe cinco de cinco estrelas.  Ben East do Metro, da mesma forma, elogiou o primeiro episódio e deu-lhe quatro estrelas. Rebecca Nicholson, do The Guardian, deu ao primeiro episódio quatro de cinco estrelas, comentando: "Há um realismo perfeito na maneira como esses personagens falam sem realmente dizer nada, então exponha o que eles realmente querem dizer sem dizer nada em todos. É feito de maneira tão inteligente".
Em contraste, Nick Hilton, escrevendo para o The Independent, deu a Marriage duas de cinco estrelas, acrescentando que o programa iria "te entediar até as lágrimas".